# Sabine Meyer
Sabine Meyer (Crailsheim, 30 marzo 1959) è una clarinettista tedesca che si esibisce come solista a livello internazionale.

## Formazione scolastica e carriera
Sabine Meyer si è formata come clarinettista presso la Hochschule für Musik und Darstellende Kunst di Stoccarda con Otto Hermann e successivamente alla Hochschule für Musik, Theater und Medien di Hannover con Hans Deinzer, con il quale Martin Fröst ha studiato circa 12 anni dopo come Sabine Meyer.
Dopo aver lavorato per un breve periodo alla Symphonieorchester des Bayerischen Rundfunks, Sabine Meyer è diventata una delle prime strumentiste dei Berliner Philharmoniker nel 1983, per volere di Herbert von Karajan, ma ha abbandonato il suo ruolo di primo clarinetto a causa di alcuni disaccordi tra l'orchestra e il direttore. Si è poi esibita sempre più spesso come solista.
Dal 1993 all'ottobre 2022 è diventata professoressa di clarinetto e musica da camera presso la Musikhochschule di Lubecca.
Nel 1993 è  Nel 1994, ha collaborato con il clarinettista jazz Eddie Daniels e con l'arrangiatore e compositore Torrie Zito (“Blues for Sabine”). Alcuni dei suoi allievi sono ora anch’essi dei solisti, come la clarinettista israeliana Shirley Brill, la clarinettista belga Annelien Van Wauwe, il clarinettista tedesco Sebastian Manz, il clarinettista giapponese Taira Kaneko e il clarinettista sudcoreano Han Kim.
Sabine Meyer si è esibita con più di 300 orchestre in tutto il mondo, tra cui molte delle migliori orchestre internazionali. Anche le apparizioni radiofoniche e televisive l’hanno portata in tutti i continenti. È stata ed è attiva anche nella musica da camera con artisti quali Heinrich Schiff, Gidon Kremer, Oleg Maisenberg, Leif Ove Andsnes, Fazıl Say, Martin Helmchen, Juliane Banse, il Quartetto Hagen, il Quartetto d'Archi Tokyo e il Quartetto Modigliani. In base al programma presente sul suo sito web, si può ipotizzare che l’artista si esibisca circa 60 volte all’anno.
Nel 1983 ha fondato il Trio di Clarone, insieme a suo marito e a suo fratello Wolfgang Meyer (morto a marzo del 2019), con il gruppo di clarinetto, corno di bassetto e clarinetto basso, in cui il clarinetto e il corno di bassetto erano suonati da tutti, mentre il clarinetto basso solo da Reiner Wehle. In questo modo potevano suonare anche opere per tre corni di bassetto.
Il repertorio di Sabine Meyer comprende opere di musica preclassica, classica, romantica e moderna. Le sono state dedicate opere da parte di compositori quali: Jean Françaix, Edison Denissov, Harald Genzmer, Toshio Hosokawa, Niccolò Castiglioni, Manfred Trojahn, Aribert Reimann, Peter Eötvös e Oscar Bianchi. 

Sabine Meyer è celebrata sulle piattaforme dei concerti di tutto il mondo.

## Strumenti

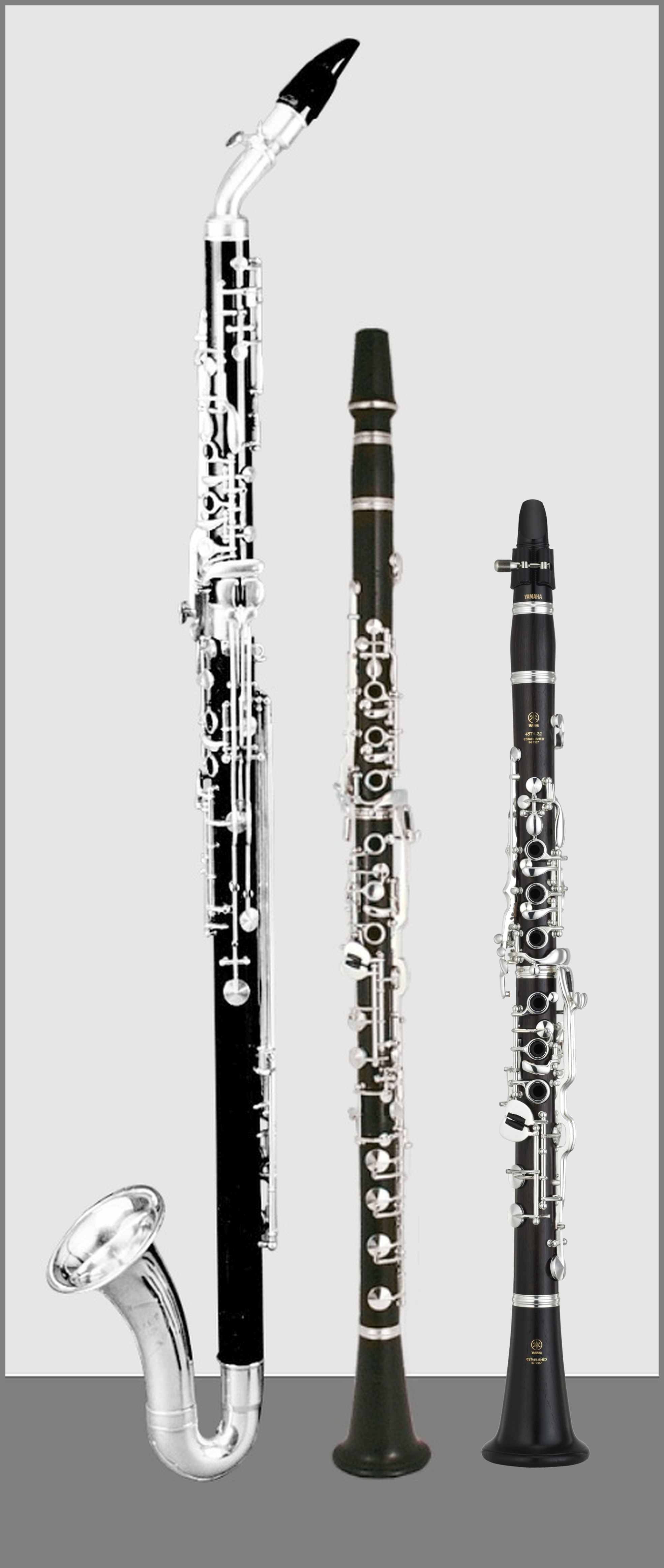
Corno e clarinetto di bassetto e clarinetto normale

Sabine Meyer suona clarinetti e clarinetti di bassetto in Si♭ e La e un corno di bassetto in Fa, tutti realizzati in ebano grenadilla da Herbert Wurlitzer e clarinetti in Si♭ e La realizzati in bosso da Schwenk & Seggelke, che usa principalmente per la musica da camera.
Nel 1984 ordina a Herbert Wurlitzer un clarinetto di bassetto (in La), non una copia storica, ma uno strumento moderno che fino ad allora era stato costruito solo in pochi esemplari. È 18 cm più lungo di un normale clarinetto per poter riprodurre le note più basse dal Do al Mi♭, altrimenti fuori portata. Mozart aveva composto il suo Quintetto per clarinetto e Quartetto per archi e il suo Concerto per clarinetto e orchestra proprio per un clarinetto di questo tipo.
Da allora, Meyer ha eseguito concerti di Mozart con questo clarinetto in una versione ricostruita con note a volte più basse e occasionalmente anche il Quintetto di Mozart. Altri solisti hanno seguito la corrente. Si usa o una copia di uno strumento storico o un clarinetto di bassetto moderno, come rappresentato a sinistra della partitura per il Concerto per clarinetto e orchestra di Mozart.

## Registrazioni
Dal 1983, sono state realizzate diverse registrazioni di CD, la maggior parte delle quali sono elencate sul sito web di Sabine Meyer. Molte di queste registrazioni (più di 200 serie) si possono ascoltare online o scaricare come file MP3. Un numero minore di queste è disponibile anche su Spotify e Deezer. Case discografiche: EMI Classics, Warner Classis, Avi-Music e Deutsche Grammophon.
Non vi sono sue registrazioni su formato Blu-ray, vi è solo un DVD, Quintetto di Mozart con il Quartetto Hagen. L’artista è presente su YouTube in dei video e in una serie di registrazioni audio.

## Premi e riconoscimenti
1996 Premio per la cultura della Bassa Sassonia
1997 Membro della Freie Akademie der Künste di Amburgo
2001 Premio Brahms della Brahms-Gesellschaft Schleswig-Holstein con sede a Heide
2004 Premio d‘arte Schleswig-Holstein
2007 Praetorius Musikpreis Niedersachsen (dal nome di Michael Praetorius)
2010 Ordine al merito della Terra di Baden-Württemberg
2013 Ordine al merito di Germania, Croce al merito di I classe
Vari ECHO Classic awards, vincitrice del premio per otto volte

## Vita privata
Sabine Meyer è sposata e ha due figli adulti. Vive con suo marito nel centro storico di Lubecca. I suoi hobby sono la cucina, la lettura, l'equitazione e l'allevamento di cavalli. .